# Diceraopsylla brunettii
Diceraopsylla brunettii är en insektsart som beskrevs av Crawford 1912. Diceraopsylla brunettii ingår i släktet Diceraopsylla och familjen Homotomidae. Inga underarter finns listade i Catalogue of Life.